# Лаос на Летњим олимпијским играма 2008.
Лаос на Летњим олимпијским играма учествују седми пут. На Олимпијским играма 2008., у Пекингу, у Кини учествовали су са четири учесника (два мушкараца и две жене), који су се такмичили у два индивидуална спорта.
Заставу Лаоса на свечаном отварању Олимпијских игара 2008. носио је атлетичар Suksavanh Tonsacktheva.

## Спортисти Лаоса по дисциплинама

### Атлетика

#### Мушкарци
| Атлетичар               | Дисциплина | Група    | Група | Четвртфинале         | Четвртфинале         | Полуфинале           | Полуфинале           | Финале               | Финале               |
| Атлетичар               | Дисциплина | Резултат | Место | Резултат             | Место                | Резултат             | Место                | Резултат             | Место                |
| ----------------------- | ---------- | -------- | ----- | -------------------- | -------------------- | -------------------- | -------------------- | -------------------- | -------------------- |
| Souksavanh Tonsacktheva | 100 м      | 11.51    | 78    | Није се квалификовао | Није се квалификовао | Није се квалификовао | Није се квалификовао | Није се квалификовао | Није се квалификовао |

#### Жене
| Philaylack Sackpaseuth | 100 м | 13.82 | 81 | Није се квалификовала | Није се квалификовала | Није се квалификовала | Није се квалификовала | Није се квалификовала | Није се квалификовала |

### Пливање

#### Мушкарци
| Пливач                 | Дисциплина    | Група | Група   | Полуфинале           | Полуфинале           | Финале               | Финале               |
| Пливач                 | Дисциплина    | Време | Пласман | Време                | Пласман              | Време                | Пласман              |
| ---------------------- | ------------- | ----- | ------- | -------------------- | -------------------- | -------------------- | -------------------- |
| Thepphithak Chindavong | 50 м слободно | 29.31 | 86      | Није се квалификовао | Није се квалификовао | Није се квалификовао | Није се квалификовао |

#### Жене
| Пливач                  | Дисциплина    | Група | Група   | Полуфинале            | Полуфинале            | Финале                | Финале                |
| Пливач                  | Дисциплина    | Време | Пласман | Време                 | Пласман               | Време                 | Пласман               |
| ----------------------- | ------------- | ----- | ------- | --------------------- | --------------------- | --------------------- | --------------------- |
| Vilayphone Vongphachanh | 50 м слободно | 34.79 | 84      | Није се квалификовала | Није се квалификовала | Није се квалификовала | Није се квалификовала |